# Valentin Timaru
Valentin Timaru (n. 16 octombrie 1940, Sibiu, România) este un compozitor, muzicolog și pedagog român.

## Biografie
Între anii 1959-1964, Valentin Timaru a fost student al Conservatorului „Gh. Dima” din Cluj-Napoca (secția Pedagogie muzicală), avându-i ca profesori pe Romeo Ghircoiașiu și Gheorghe Merișescu (Istoria muzicii), Vasile Herman (Forme muzicale, Teorie și solfegii), Erwin Junger și Cornel Țăranu (Armonie), Max Eisikovits și Liviu Comes(Contrapunct), Wilhelm Demian (Orchestrație), Tudor Jarda (Aranjament coral), Dorin Pop și Lucian Surlașiu (Dirijat), Traian Mîrza și Ioan Remus Nicola (Folclor), Petre Sbârcea (Citire de partituri), George Ciolac și Radeș Eva (Pian), Mircea Breazu (Canto). 
După absolvirea secției de Pedagogie a Conservatorului din Cluj, Valentin Timaru a fost repartizat ca profesor de Muzică la Școala generală și Liceul din localitatea Buftea (județul Ilfov). 
Între anii 1965-1968 va fi student al Conservatorului „Ciprian Porumbescu” din București, secția Compoziție muzicală, avându-i ca profesori pe Anatol Vieru (compoziție), Ștefan Niculescu, Tudor Ciortea și Carmen Petra (forme muzicale), Aurel Stroe (orchestrație), Zeno Vancea (contrapunct), Vinicius Grefiens (citire de partituri). 
Revine la Cluj-Napoca ca inspector cu probleme muzicale al Comitetului pentru cultură, iar între anii 1970-1972 își va continua studiile de Compoziție muzicală la Conservatorul din Cluj, sub îndrumarea lui Sigismund Toduță. 
După finalizarea studiilor, Valentin Timaru a fost cooptat în corpul profesoral al conservatorului la disciplinele Forme muzicale, Orchestrație și Teorie - Solfegii iar după Revoluție (1990) va deveni titularul disciplinei Forme și analize muzicale. 
În anul 1982 își va susține Teza de Doctorat (Simfonismul enescian), realizată sub îndrumarea muzicologului Romeo Ghircoiașiu. Zece ani mai târziu,
în 1992, Valentin Timaru va deveni conducător de doctorat pentru specializarea Stilistică muzicală. 
Va activa ca profesor asociat și la Facultatea de Muzică din Brașov, Facultatea de Muzică din cadrul Universității din Oradea sau în cadrul Institutului „Emanuel”.

## Creația muzicală

### Creația scenică
- Lorelei, operă în două părți, pe un libret de Mariana Vartic, după o idee (roman) de Ionel Teodoreanu  (1989)
- Ciuleandra, balet în două acte, pe un libret de Alexandru Iorga și Livia Tulbure, după o idee (roman) de Liviu Rebreanu (1999-2000)
- Tinerețe fără bătrânețe, mono-operă în patru părți, pe un libret de Mariana Vartic (2006)

### Creația concertantă
- Concert pentru vioară și orchestră (1976) - în patru părți Lamento, Melopee, Variațiuni și Epilog
- Dublu concert pentru contrabas, percuție solo și orchestră (1980)

- Concert pentru violă și orchestră (2009) - în trei părți Nostalgia, Baladă și Scherzo

#### Alte lucrări pentru instrument solist și orchestră
- Intermediu pentru oboi și orchestră de coarde (1984)
- Balada pentru violă și orchestră (2006)
- Variațiuni pe un cântec irlandez, pentru pian și orchestră (cu mezzosoprană) - 2011 https://www.youtube.com/watch?v=rPzNzPW5VJ8&t=207s

### Creația simfonică
- Moment elegiac - in memoriam Enescu (1970)
- Simfonia I (1972, revizuită în 1976) - în trei părți Allegro, Andante sostenuto și Moderato poco animato
- Simfonia a II-a, Musica per Ungaretti (1987-1988)
- Simfonia a III-a, Miorița (1988)
- Simfonia a IV-a, Sinfonia giocosa (1990)
- Simfonia a V-a, Sinfonia da requiem (1999)

#### Alte lucrări orchestrale
Vocalize II (1979) - schiță pentru orchestră de coarde, Variațiuni pe un cântec popular (1980) -  pentru orchestră de coarde, 
Omagiu lui Enescu (1980), Mică suită pentru orchestră școlară (1981)

### Creația vocal-simfonică

#### Oratorii
- Cântece de vremuire, oratoriu liric pentru cor mixt, cor de copii, soliști și orchestră, pe versuri populare (1979, revizuit în 1982)
- Pe urmele Mioriței, oratoriu liric pentru cor mixt, soliști vocali, soliști instrumentiști și orchestră, pe versuri populare (1984)
- Liturghia solemnă (Missa Solemnis), pentru cor mixt, soliști și orchestră (1999)
- Oratoriul de Crăciun, pentru cor mixt, grup coral bărbătesc, grup coral feminin (sau cor de copii), soliști, narator și orchestră, pe versuri populare și religioase,

(p.a.a. decembrie 2017) https://www.youtube.com/watch?v=eCGETKZtNKk&t=407s
- Oratoriul de Paști, pentru cor mixt, soliști, narator și orchestră, pe text evanghelic, (p.a.a. martie 2018) https://www.youtube.com/watch?v=MAu8JquJd9I
- Oratoriul „Credo” (în lucru?)

#### Cantate
- Toate drumurile duc, pentru cor mixt, pian și percuție, pe versuri de Lucian Blaga (1971)
- Mihai vodă Viteazul, pentru cor mixt, bariton și orchestră, pe versuri de Dumitru M. Ion (1976)
- Meșterul, pentru cor mixt, recitator și orchestră, pe versuri de Nicolae Labiș (1980)
- Dați-mi un trup voi munților, pentru cor mixt, orgă și percuție, pe versuri de Lucian Blaga (1992)

### Creația cameral-instrumentală

#### Solo
- Variațiuni pentru pian (1963)
- Sonata pentru pian nr. 1, în două părți Adagio espressivo și Allegro giocoso (1965) https://www.youtube.com/watch?v=d5Qa2yynQEo
- Sonata pentru pian nr. 2, sonata variațiuni, în două părți Allegro assai, Sostenuto (1966, revizuită în 2008)
- Sonata pentru oboi solo (1967-1968)
- Miniaturi pentru pian (1980)
- Musik für Molly Bloom, trei piese pentru un percuționist (1993)
- Meditații pentru clarinet solo (2002?-2003) https://www.youtube.com/watch?v=RFegXuN1GqU
- Sonata per viola sola (2007)
- Sonata pentru vioară solo (2007)

#### Duo
- Pif-puf-puf, pentru pian și percuție (1988)
- Elegie pentru flaut și pian (2001)
- Dolce-dolcian, pentru fagot și pian (2009)

#### Trio
- Sonata pentru contrabas, pian și percuție (1971)

#### Cvartete
- Cvartetul de coarde nr. 1 (1968)
- Cvartetul de coarde nr. 2 (1992)
- Tuba mirum, pentru cvartet de tromboni (1993)

#### Cvintete
- Cvintet cu harpă (1977)
- Cvintet de clarinete (2004)
- Ecou de colind - cvintet cu pian (2006)

#### Alte ansambluri cameral-instrumentale
- Intermediu pentru ansamblu de percuție (1984) - din oratoriul Pe urmele Mioriței
- Colind (in memorim Toduță), pentru cvartet de coarde, bandă magnetică și percuție (1991)

### Creația corală

#### Coruri a cappella
- Diptic pentru cor mixt, pe versuri populare (1962)
- Coruri (Ia-ți mireasă ziua bună, Nu-i credea feciorului, Găzdiță găzdiță, Cântec de leagăn, Munților cu brazi înalți și Rău li pare unora) - 1969
- Mi-o da doru jos, pentru cor mixt (1970)
- Troparul nașterii, pentru cor mixt (1971)
- Cântecele pădurii (Frumoasă ești pădurea mea, Din adormita pădure, Ne vindecăm), pentru cor mixt (1973)
- Coruri pe voci egale (Ostașii, Melc-melc, Răzvan năzdrăvan, Două peșteri, La mulți ani, Chipul țării mele, Măi arici, Hai că plouă, Păpădie, Omul de zăpadă, Toamna, Moșu, Bunica, Chică mică, Gând tatei), 15 cântece pentru copii - în câte 5 variante progresive (1975)
- Barză-barză, pentru cor de copii (1976)
- Baba oarba, pentru cor de copii (1976)
- 2 Cântece aromânești (Cîntic di leagăn, Aide s-dzâtem ună), pentru cor de femei (1977)
- Slobozâ-ne gazdă-n casă, pentru cor mixt (1977)
- Mândru-și cânt-un cerb în codru, pentru cor mixt (1979)
- Trei coruri pe versuri populare (Vocalize, Colo susu, Toaca), pentru cor mixt, edit. 1980
- Din cântecele Mariei (repertoriul Mariei Tănase - Cine iubește și lasă, Ciuleandra, etc.), rapsodie corală pentru cor mixt (1981)
- Colinda fetii, pentru cor mixt (1982)
- Cântecul cununii, pentru cor mixt (1982)
- Vara, poem pentru cor mixt, pe versuri de George Coșbuc (1983)
- Musica per Ungaretti (Lontango, Stasera, Solitudine, Dormire, Casa mia, Mattina, Dal viale di valle, Sono una creatura), 8 miniaturi corale pe versuri de Giuseppe Ungaretti (1985)
- Clin-clin, pentru cor mixt (1987)
- Sara bună, pentru cor mixt (1987)
- Pogorît-o pogorât, pentru cor mixt (1988)
- Sculați gazde - coborît-o coborît (variante) pentru cor de copii (1988)
- Moș Crăciun, pentru cor mixt (1990)
- Nu fi gazdă supărat, pentru cor mixt (1990)
- Elegie, Coral, două coruri mixte (1992)
- 10 cântece în canon (Ieși soare din-chisoare, Cocostârc, La mulți ani, Eu îș mai micuț, Toconelele, Păpărudă, Pas pas pasărea, Ostașii, Păpădie, Treci ploaie), pentru cor pe voci egale (1992)
- Axion, pentru cor bărbătesc; Cuvine-se, varianta pentru cor mixt - din Liturghia Sf. Ioan Gură de Aur (1993)
- O ce veste ca la Boarta, pentru cor mixt (1998)
- Cântece de bejenie, ciclu de coruri mixte (2002)
- Rugă, pentru cor mixt, pe versuri de Corneliu Coposu (2006)

#### Lucrări corale cu acompaniament instrumental
- Trei coruri pe versuri de Blaga (Greul văzduhului, Cântecul, Belșug), pentru cor mixt, flaut, 2 violoncele și 2 contrabași (1977)
- Cântece pentru copii, instrumente și jucării muzicale (1980)
- Muzică pentru Eminescu (Peste vârfuri, Lacul, Prin nopți tăcute, Dintre sute de catarge, Se bate miezul nopții), 5 poeme coral-instrumentale (1983-1986)
- Liturghia Sf. Ioan Gură-de-Aur, pentru cor mixt, clopote și percuție (1994)
- Ala-bala, pentru cor de copii, două soprane și pian (2003)

### Creația vocală
- Cântece de miezul nopții (Epitaf - versuri N. Labiș, Decepție - versuri T. Arghezi, Tu - versuri N. Labiș, Lacustră - versuri G. Bacovia, Miez de noapte - versuri T. Arghezi), pentru bas și pian (1974)  min.4.34
- Cântece pe versurile Anei Blandiana (Octombrie, Cădere, Baladă, Psalm, Rugăciune), pentru sopran și pian (1975)
- Parodii vocal-instrumentale (Noiembrie, Frumoasă ești pădurea mea, Vin Țigăncile), pentru voce, cvartet de coarde și percuție, pe versuri de George Topârceanu (1987)
- Cântece pe versuri de Blaga (Cântecul călătorului în toamnă, Noapte de mai, Flori de mac) - în două variante: pentru sopran și pian, pentru bas și pian (1992)
- Harfă de Vânt (Tunetul timpului, Flori de câmp, Cinci degete neliniștite, Harfă de vânt, Violon), cântece pentru alto, pian și violă, pe versuri de Adrian Tarța (2008)
- Musica per Ungaretti (Lontango, Stasera, Solitudine, Casa mia, Mattina, Dal viale di valle, Sono una creatura), cântece pentru sopran și pian (2009)

## Lucrările muzicologice

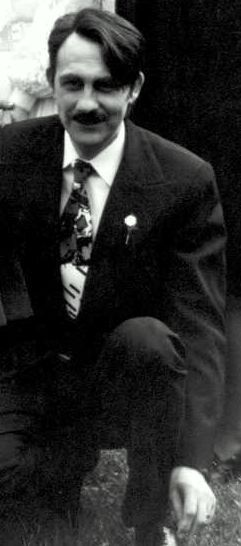

- Morfologia și structura formei muzicale, Curs (tratat) de Forme și Analize muzicale, Volumul I (litografiat), Academia de Muzică

„Gh. Dima”, Cluj-Napoca, 1990
- Simfonismul enescian, Editura Muzicală, București, 1992 (Premiul Academiei Române, Premiul U.C.M.R.)
- Principiul stroficității, Curs (tratat) de Forme și Analize muzicale, Volumul II (litografiat), Academia de Muzică „Gh. Dima”, Cluj-Napoca,

1994
- Compendiu de forme și analize muzicale, Universitatea Transilvania din Brașov (Facultatea de muzică), 1997
- Ansamblul muzical și arta scriiturii pentru diversele sale ipostaze, Editura Institutului Biblic „Emanuel” din Oradea, 1999
- Dicționar noțional și terminologic, Editura Universității din Oradea, 2003 (Ediția a II-a, 2004)
- Analiza muzicală între conștiința de gen și conștiința de formă, Editura Universității din Oradea, 2003 (Premiul U.C.M.R.)
- Aforisme, Comentarii și Confesiuni, Editura Galaxia Gutenberg, Târgu-Lăpuș, 2007
- Muzica noastră cea spre ființă, Editura Galaxia Gutenberg, Târgu-Lăpuș, 2008, Ediția a II-a cu adăugiri
- Frumosul Artistic și fațetele sale subiective, Editura Galaxia Gutenberg, Târgu-Lăpuș, 2009
- Stilistică muzicală (Volumul I, Volumul II tomul A, Volumul II tomul B: Repere stilistice în creația muzicală de inspirație liturgică), Editura MediaMusica, Cluj-Napoca, 2014

### Articole și studii în revistele de specialitate
- Schiță sistematică a modurilor, în „Lucrări de Muzicologie”, nr. 6/1970, Conservatorul de Muzică „Gh. Dima”, Cluj-Napoca
- Sisteme de intonație, în „Lucrări de Muzicologie”, nr. 8-9/1979, Conservatorul de Muzică „Gh. Dima”, Cluj-Napoca
- Organizări sonore din prima jumătate a secolului XX, în „Lucrări de muzicologie”, nr. 10-11/1979, Conservatorul de Muzică „Gh. Dima”, Cluj-Napoca
- Diapazonul și sistemele de intonație, în „Lucrări de muzicologie”, nr. 12-13/1979, Conservatorul de Muzică „Gh. Dima”, Cluj-Napoca
- Analiza simfoniei de cameră a lui George Enescu, în volumul „Centenarul George Enescu”, Editura Muzicală, București, 1981
- Tudor Jarda portrait în revista „Muzica”, nr. 9/1984, Editura Muzicală, București
- Aspecte ale formei vectoriale în creația enesciană, în revista „Artes” nr. 1/1995, Universitatea de Arte „George Enescu”, Iași
- Câteva considerații asupra gramaticii muzicii psaltice, în revista „Muzica”, nr. 1/1996, Editura Muzicală, București
- Observații asupra genului muzical, în revista „Muzica”, nr. 2/1998, Editura Muzicală, București
- Postumitatea lui Enescu, în revista „Artes”, nr. 2/1999, Universitatea de Arte „George Enescu”, Iași
- Configurarea metaforei între vizual și auditiv, în revista „Artes”, nr. 2/1999, Universitatea de Arte „George Enescu”, Iași
- Despre conceptul de modulație prin structură, în revista „Artes”, nr. 4/2003, Universitatea de Arte „George Enescu”, Iași
- Expresia enesciană ca premisă a unor decantări stilistice, în revista „Muzica”, nr. 2/2005, Editura Muzicală, București.

Notă: Valentin Timaru a susținut comunicări științifice, referate, conferințe, emisiuni radio și T.v., a publicat studii, eseuri și cronici în revistele „Muzica”, „Lucrări de Muzicologie”, „Făclia”. „Adevărul de Cluj”, „Steaua”, „Actualitatea muzicală”, „Artes”.

## Premii și distincții
- Premiul U.C.M.R. pe anii 1986 (Cântece pentru copii instrumente și jucării muzicale), 1993 (Simfonismul enescian), 1995 (Liturghia Sfântului Ioan Gură-de-Aur, pentru cor mixt, clopote și percuție), 2003 (Analiza muzicală între conștiința de gen și conștiința de formă), 2006 (Rugă) și 2010 (Harfă de vânt)

- Premiul Academiei Române în anul 1993 (Simfonismul enescian)
- Titulatura de Profesor onorific al Universității „Transilvania” din Brașov (1996)
- Ordinul Ordinul Meritul Cultural în grad de cavaler pentru realizări deosebite în domeniul cultural (2003)
- Doctor honoris causa al Universității din Oradea (2005).